# Дачники (фильм, 1966)
«Дачники» — советский художественный чёрно-белый драматический фильм 1966 года, снятый Борисом Бабочкиным на киностудии «Мосфильм», его последняя режиссёрская работа. Экранизация одноимённой пьесы Максима Горького.
Премьера состоялась 25 сентября 1967 года. Фильм посмотрели 8 000 000 зрителей.

## Сюжет
Варвара Михайловна, жена Басова, тоскует по своей молодости и мечтает о встрече с писателем Шалимовым, в которого была влюблена в юности. Однако, когда писатель наконец появляется, она оказывается разочарована его банальностью и пустотой. Её жизнь с мужем, который не проявляет к ней должного внимания, и окружением богатых бездельников, становится всё более угнетающей.

## Роли исполняют
- Николай Анненков — Басов
- Руфина Нифонтова — Варвара
- Генриетта Егорова — Калерия
- Евгений Ануфриев — Влас
- Борис Бабочкин — Суслов
- Элина Быстрицкая — Юлия Филипповна
- Георгий Куликов — Дудаков
- Ольга Хорькова — Ольга
- Евгений Велихов — Шалимов
- Никита Подгорный — Рюмин
- Елизавета Солодова — Марья Львовна
- Людмила Щербинина — Соня
- Иван Любезнов — Двоеточие
- Анатолий Ларионов — Замыслов
- Георгий Третьяков — Зимин
- Иван Пальму — Семёнов
- Владимир Котельников — Пустобайко
- Александр Грузинский — Кропилкин
- Елена Рубцова — баба
- Иван Верейский — господин в цилиндре
- Борис Золодиков — молодой человек в клетчатом костюме
- Светлана Бернар — эпизодическая роль
- Маргарита Фомина — барышня в розовом
- Мария Велихова — Саша
- Олег Дидов — эпизодическая роль

## Съёмочная группа
- Автор сценария, режиссёр-постановщик: Борис Бабочкин
- Главный оператор: Николай Власов
- Главный художник: Константин Степанов
- Звукооператор: Василий Костельцев
- Режиссёр: Елена Скачко
- Оператор: Владимир Фридкин
- Художник-декоратор: Е. Кораблёв
- Костюмы: Татьяна Ливанова
- Гримёр: Людмила Баскакова
- Монтажёр: Валентина Коровкина
- Ассистент режиссёра: Анастасия Цветнова
- Ассистент оператора: В. Полянский
- Партия гитары: С. Сорокин
- Консультант: Б. Бялик
- Редактор: О. Звонарева
- Директор картины: Б. Фёдорец